# Step21 – Initiative für Toleranz und Verantwortung
Die gemeinnützige Initiative „step21 – Initiative für Toleranz und Verantwortung. Jugend fordert!“ arbeitet seit 1998 mit Kindern und Jugendlichen in medienpädagogischen Projekten. Gegründet wurde die Initiative von Sonja Lahnstein-Kandel in Hamburg. Schirmherr von step21 ist seit Gründung der jeweils amtierende Bundespräsident.

## Entstehung
Die Idee zur Gründung von step21 entstand bereits 1993 als Reaktion auf die ausländerfeindlichen Übergriffe in Mölln und Solingen. Es dauerte weitere fünf Jahre, bis Unterstützer und Finanziers gefunden werden konnten, um step21 mit den Gesellschaftern Bertelsmann, DaimlerChrysler, Siemens und BBDO Germany zu gründen. Diese Unternehmen begleiteten und unterstützten step21 in den ersten Jahren, bis ein umfassendes Netzwerk an Förderern und Kooperationspartnern aufgebaut werden konnte. Die Initiative finanziert sich heute ausschließlich durch Spenden und pro bono Sachleistungen. Sie wird von der Stiftung STEP 21 getragen.

## Ziele
step21 hat sich zum Ziel gesetzt, Sozial- und Medienkompetenz von Jugendlichen zu stärken. Durch unterschiedliche Medienprojekte sollen zum einen Grundwerte wie Toleranz, Verantwortung und Zivilcourage vermittelt werden, zum anderen sollen die Heranwachsenden auf die künftigen Herausforderungen auf dem Arbeitsmarkt vorbereitet werden. Die Projektarbeit soll dazu beitragen, Jugendliche im sicheren und kritischen Umgang mit Medien zu schulen. Zudem fördert die Medienarbeit die kognitiven Fähigkeiten der Jugendlichen, deren Kreativität sowie Kommunikations- und Teamfähigkeit. 

## Aktivitäten
Die unterschiedlichen Projekte, Wettbewerbe und Aktionen sollen Jugendliche anregen, selbst aktiv zu werden. In den ersten 10 Jahren führte die Initiative mehr als 300 regionale, bundesweite und internationale Projekte durch. So entstanden beispielsweise die Weiße Flecken-Zeitungen, die journalistische Lücken aus der NS-Zeit füllen, ein Kodex zum richtigen Verhalten im Internet, internationale Jugendkongresse, Radiosendungen zum Thema Leistungsdruck, Kurzgeschichten und Gedichte zum Leben von Selma Meerbaum-Eisinger, Medienboxen für verschiedene Altersgruppen sowie Videodokumentationen über das Leben in sozialen Brennpunkten. 
Für ihr Engagement bei step21 erhielt Sonja Lahnstein-Kandel 2004 das Bundesverdienstkreuz am Bande.
In seiner Rede zum Tag des Gedenkens an die Opfer des Nationalsozialismus am 27. Januar 2009 würdigte Bundespräsident Horst Köhler namentlich die Aktivitäten der Initiative step21.